# Laborschule Dresden

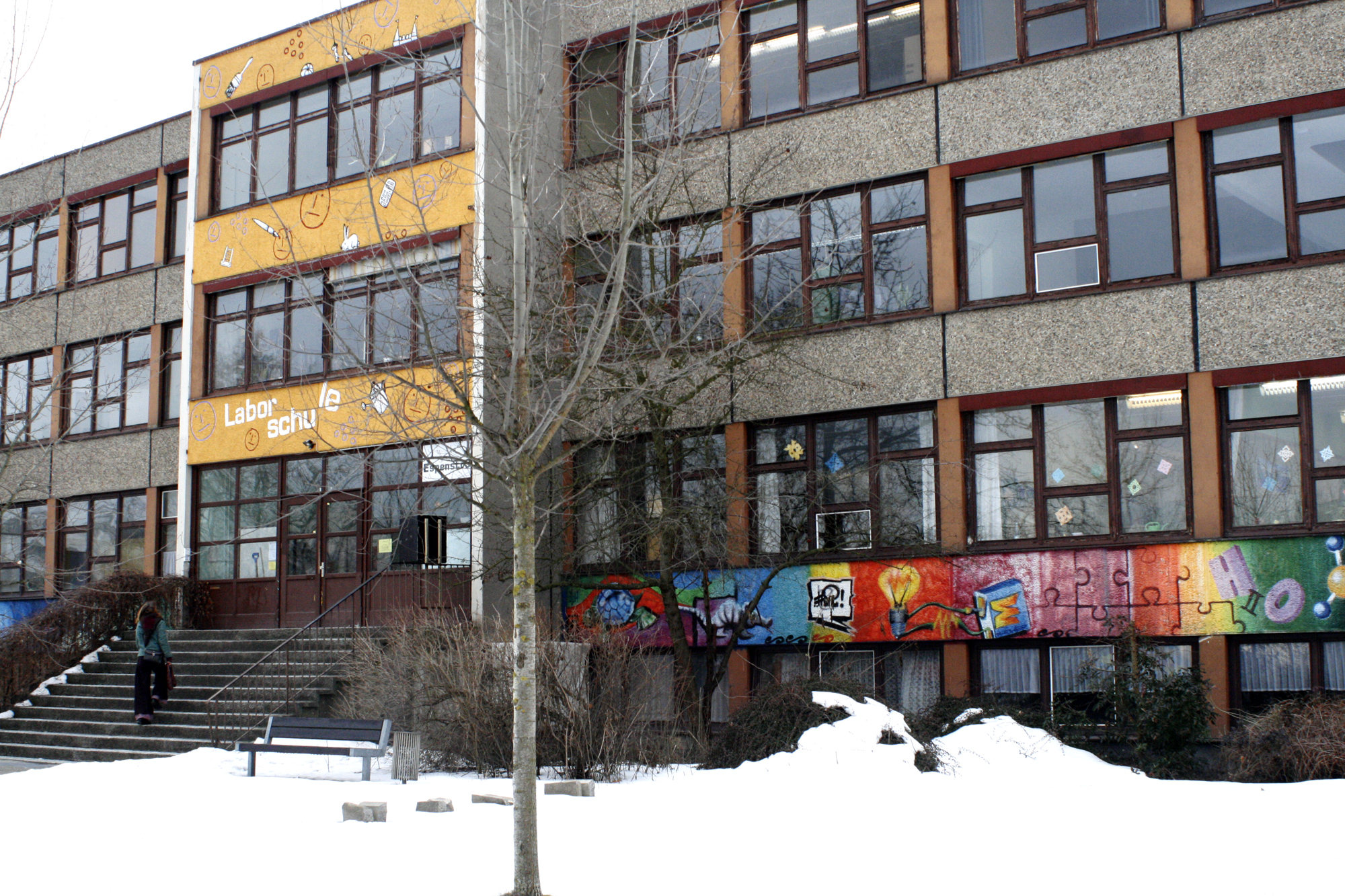
Die Laborschule in Dresden-Gorbitz

Die Laborschule Dresden ist eine freie Schule in Trägerschaft des Omse e. V. in Dresden-Gorbitz. Sie ist eine staatlich anerkannte Ersatzschule für den Bereich Grundschule sowie staatlich genehmigtes Gymnasium. Das Konzept der Schule folgt einem reformpädagogischen Ansatz.

## Geschichte
Die Laborschule Dresden gibt es seit Beginn des Schuljahres 2004/05. Der Omse e. V. (früher BioTop Kümmelschänke e. V.) war zu dieser Zeit bereits Betreiber mehrerer Kindertagesstätten im Dresdner Westen. Als Konsequenz aus der Arbeit mit (älter werdenden) Kindern war die Idee zum Aufbau einer Schule in freier Trägerschaft entstanden. Eltern und Pädagogen erarbeiteten ein Konzept, das den Rahmen für die pädagogische Arbeit und die wirtschaftliche Realisierung setzte. Mit dem Gebäude der ehemaligen 137. Mittelschule, das der Verein samt Außengelände und zwei Turnhallen durch Erbbaurecht übernehmen konnte, wurden auch die geeigneten Räumlichkeiten in Dresden-Gorbitz gefunden. Am 23. August 2004 begannen die ersten zehn Schüler einer 1. Klasse den Unterricht.

## Pädagogik und Schulalltag
Die pädagogische Arbeit der Laborschule Dresden folgt im Wesentlichen dem reformpädagogischen Konzept des Jena-Plans von Peter Petersen und dessen in den 1980er Jahren überarbeiteten Basisprinzipien. Unterrichtet wird in altersgemischten Lerngruppen. Dadurch sollen die Schüler ein Helfersystem untereinander entwickeln und mit ihren unterschiedlichen Erfahrungen verschiedene Wege zur Lösung von Aufgaben finden. Die Lerngruppen sind derzeit vier Stufen zugeordnet (Stufe I: Klassenstufen 1 bis 3, Stufe II: Klassen 4 bis 6, Stufe III: Klassen 7 bis 9, Stufe IV: Klassen 10 bis 12). Die Laborschule Dresden ist eine Ganztagsschule. Neben dem Unterricht ist die Projektarbeit wichtigster Bestandteil des Bildungsangebotes. Neben den grundlegenden Fähigkeiten des Lesens, Schreibens und Rechnens, neben dem Wissenserwerb, dem kognitiven und sozialen Lernen, ist auch das praktische Arbeiten wichtig für die Entwicklung der Heranwachsenden. In der Laborschule können die Schüler viele Dinge praktisch ausprobieren, um eigene Fähigkeiten kennen zu lernen und auszubauen. In Projekten, Kursen kann interessenbezogen gelernt werden.
Projektorientiert wird an der Laborschule nicht nur in Kursen oder Projekten gearbeitet, sondern phasenweise oder durchgängig in nahezu allen Unterrichtsfächern. Handwerkliches Arbeiten und das Erlangen praktischer Fähigkeiten sind fester Bestandteil der Pädagogik (der Name der Schule leitet sich von lat. laborare = arbeiten ab). Schüler sollen lernen, selbstständig Themen und Lösungen zu finden und demokratische Teilhabe zu üben. Dem Leitbild des Trägervereins folgend sollen die Heranwachsenden lernen, ihre Lebensumwelt zu achten und nachhaltig zu denken. Wichtig für die Gestaltung des Schulalltags und das Bestehen der Schule ist die Einbeziehung der Eltern. Dies geschieht zum Beispiel durch die Mitwirkung in Arbeitskreisen und Interessengemeinschaften, die Übernahme von Projekten und durch Arbeitseinsätze. Petersens Jena-Plan wird als Entwicklungskonzept verstanden, nicht als starres Dogma. Daraus ergibt sich, dass es konzeptionelle Anpassungen an gesellschaftliche Entwicklungen und regionale Besonderheiten gibt und geben soll.

## Umbau
Dem größeren Platzbedarf durch steigende Schülerzahlen und der Ausweitung der Gymnasialstufe soll mit einer umfassenden Sanierung und Neugestaltung des Plattenbaus begegnet werden. Dabei sollte die Laborschule Dresden zum ersten Schulgebäude mit Passivhausstandard in Dresden werden. Dieses Vorhaben wird jedoch aufgrund mangelnder öffentlicher Förderung derzeit nicht weiter verfolgt.
Die Laborschule wurde seit 2012 schrittweise saniert. Zuerst wurden Fenster und Fassade erneuert, im Sommer 2016 zudem die Toilettenanlagen und offene Lernbereiche in den Gängen. Auch Brandschutztüren wurden überall eingebaut. Im Jahr 2017 wurde ein Aufzug eingeweiht, der es auch Menschen mit Behinderung ermöglicht, die Schule zu besuchen.
Zusammen mit anderen Einrichtungen in Dresden-Gorbitz wurde dazu die Stiftung „Sonne und Wind“ gegründet, die möglichst alle Dächer des Plattenbaugebietes mit Photovoltaikanlagen ausstatten möchte.

## Fakten
In der Laborschule Dresden lernen über 390 Schüler. Derzeit arbeiten über 40 Pädagogen an der Schule. Sie ist anerkannter Einsatzort für Praktikanten eines pädagogischen Studiengangs. Die Schule finanziert sich neben den staatlichen Zuschüssen über Einnahmen aus Spenden und durch Schulgeld der Eltern. Die Schule wird von einem Schulleiter geführt, der von Stufenkoordinatoren und der Hortleitung unterstützt wird.